# Liste der Bodendenkmale in Arnstein (Sachsen-Anhalt)
In der Liste der Bodendenkmale in Arnstein (Sachsen-Anhalt) sind alle Bodendenkmale der Stadt Arnstein und ihrer Ortsteile aufgelistet. Grundlage ist die Veröffentlichung der Landesdenkmalliste mit Stand vom 25. Februar 2016.  Die Baudenkmale sind in der Liste der Kulturdenkmale in Arnstein (Sachsen-Anhalt) aufgeführt.
| Denkmal-ID | Fundart             | Ortsteil    | Bezeichnung                  | Zeitstellung | Lage                              | Bemerkungen | Bild |
| ---------- | ------------------- | ----------- | ---------------------------- | ------------ | --------------------------------- | --- | ---- |
| 428300596  | Befestigung > Burg  | Alterode    | Talrandburg „Altenburg“      | Mittelalter  | 1,5 km südwestlich vom Ort (Lage) | |      |
| 428300598  | Befestigung > Burg  | Bräunrode   | Spornburg „Große Kuppenburg“ | Mittelalter  | 1,0 km südwestlich vom Ort (Lage) | |      |
| 428300607  | Befestigung > Burg  | Harkerode   | Spornburg „Arnstein“         | Mittelalter  | 0,4 km südwestlich vom Ort (Lage) | der mittelalterliche bebaute Bergsporn wird auf der Zugangsseite von einer großen umwallten Fläche mit vorgelegtem Graben geschützt                                                                              |      |
| 428300621  | Grabmal > Grabhügel | Quenstedt   | Grabhügel „Lohberg“          | Neolithikum  | 1,2 km südöstlich vom Ort ()      | |      |
| 428300622  | Grabmal > Grabhügel | Quenstedt   | Grabhügel „Klagesberg“       | undatiert    | westlicher Ortsrand (Lage)        | Bereich einer mittelalterlichen Gerichtsstätte, Grabhügel mit ehemals Linde ‚am Klagesberg‘. Grabhügel liegt auf einem Kindergartengrundstück und wird deswegen auch als Bestandteil eines Spielplatzes genutzt. |      |
| 428300620  | Befestigung > Burg  | Quenstedt   | Spornburg „Schalkenburg“     | undatiert    | 0,8 km südwestlich vom Ort (Lage) | Höhensiedlung, Wall erhalten |      |
| 428300626  | Befestigung > Burg  | Welbsleben  | Talrandburg „Hofstatt“       | undatiert    | südlicher Ortsrand (Lage)         | Über Harkeröder Str. in Ortslage links über Brücke (Eine) auf dem Waldbadweg direkt vor dem Südwall des Talrandburggeländes.                                                                                     |      |
| 428300611  | Befestigung         | Wiederstedt | Talrandburg „Jägerberg“      | Mittelalter  | 0,2 km südwestlich vom Ort (Lage) | Talrandburg an Talrandseite im Nordwesten gestört durch Streckendurchbruch der Bahnlinie Hettstedt–Sandersleben                                                                                                  |      |